# までい牛
までい牛（までいぎゅう）は、千葉県山武市で肥育・育成される黒毛和牛の牛肉である。

## 概要
福島県相馬郡飯舘村で生産され、飯舘村の特産品であった銘柄牛肉・飯舘牛の血を引く牛肉である。までいは飯舘村の方言で「丁寧に」を意味する。
2011年に発生した東日本大震災に伴って引き起こされた福島第一原子力発電所事故の影響で飯舘村全域が避難区域となり、村での育成は不可能となる。当時村で肉牛農家を営んでいた220戸のうちの一軒が、村の仲間の牛を含めて142頭を連れ千葉県山武市に避難した。なお、他に7軒が福島県内に、1軒が県外に避難したが、当時多くが廃業している。2012年4月からは、千葉県の放射線量検査をクリアして出荷を再開した。以後、2016年に同じ山武市内に土地を購入し事業を継続し、「までい牛」あるいは「山武和牛」の名でブランド化されている。
牛肉のソーセージとして加工され、いいたて村の道の駅までい館等でも販売されたほか、山武市の飲食店などでも、までい牛の料理が提供されている。